# Maarrat Masrin
Ma'arrat Misrin o Maarrat Misrin o Ma'arrat Nasrin (àrab: معرة مصرين, Maʿarrat Miṣrīn; els croats l'anomenaren Megaret Basrin o Meguaret Mesrin i una vegada Maarrat Moucerim) és una ciutat de Síria dins la governació d'Idlib. Està situada a 338 metres sobre el nivell de la mar i la població vers 2000 era de 34.788 habitants. Està a uns 50 km al sud-est d'Alep. Antigament a la ciutat hi havia el convent siríac de Beth Mari Kanun, però ja no existeix.

## Història
Un exèrcit romà d'Orient concentrat entre Alep i Maarrat Masrin fou derrotat pels àrabs manats per Abu-Ubayda ibn al-Jarrah el 637; els àrabs van entrar a la població que es va rendir en les mateixes condicions que Alep. No apareix gaire sovint a les cròniques. Sota el califa al-Mutawàkkil (mort el 861) i apareix un governador local anomenat Amr ibn Hawbar, natiu de Ma'arrat al-Buradiyya (propera a Ma'arrat al-Numan. La situació inestable de l'emirat hamdànida d'Alep a la mort de Sayf al-Dawla, va permetre el 968 a Nicèfor Focas la conquesta de la ciutat d'on va deportar a uns mil habitants cap al Bilad al-Rum. Després de la treva de safar del 359 (desembre de 969-gener 970) la ciutat va estar per un temps dins el territori que va correspondre a Karghuwayh o Karghuyah (l'antic hadjib de Sad-ad-Dawla (hamdànida), fill i successor de Sayf al-Dawla, que havia assolit el poder a Alep com a feudatari romà d'Orient).
El 1024 Salih ibn Mirdash dels Banu Kilab de Síria, va enviar a un dels seus generals (amirs) de nom Abu Mansur Sulayman ibn Tawk a atacar la població, la qual va ocupar i el comandant romà d'Orient fou fet presoner; els romans d'Orient la van recuperar al començament del 1062 per un engany poc abans que Muizz al-Dawla Thimal, fill de Salih ibn Mirdas, morís. A Thimal el va succeir el seu germà Asad al-Dawla Atiyya però Mahmud ibn Nasr (fill de Dhibl al-Dawla Nasr, germà i predecessor de Thimal) es va revoltar i amb ajut romà d'Orient va agafar el poder el 1065, però els Banu Kilab van ajudar a Atiyya a l'any següent a ocupar Ma'arrat Masrin. El 1067 la pesta va afectar la regió i els atacs turcs van portar a la fam. Mahmud es va haver de sotmetre als seljúcides que el van enviar en expedició a Damasc però va haver de tornar corrent el 1070 perquè Atiyya va aprofitar la seva absència per atacar Alep amb ajut romà d'Orient. Mahmud va reunir als mercenaris turcs de Palestina i va obligar els romans d'Orient a retirar-se. Atiyya va abandonar Ma'arrat Masrin i va marxar amb ells i es va establir a Constantinoble on va morir poc després.
El 1097 els francs van assetjar Antioquia de l'Orontes (Antioquia) on el governador seljúcida Yaghi Siyan va resistir i durant el setge els francs van anar a saquejar les viles del Djazr, entre els quals M'aarrat Masrin (gener del 1098). Antioquia fou conquerida el 2 de juny de 1098 i Yaghi va poder fugir però va morir al caure del cavall a Armanaz, no lluny de Ma'arrat Masrin, quedant ferit greu i sent rematat pels llenyataires armenis que anaven amb Bohemon I. El cavaller Ramon Pilet, després de conquerir Harim el juliol de 1098, amb un destacament occità del comte Ramon de Sant Geli, va creuar el Rudj i va ocupar Ma'arrat Masrin que va formar part del principat d'Antioquia i de les defenses franques a l'est de l'Orontes. Quan Balduí II d'Edessa (després Balduí II de Jerusalem) fou fet presoner per l'emir Danishmend, les guarnicions franques al Djazr foren atacades (1104) pels habitants locals d'al-Fa'a, de Sarmin i de la mateixa Ma'arrat Masrin, que van fer una matança de croats als que van expulsar de la regió. Ridwan d'Alep hi fou ben acollit i la va convertir en plaça fronterera musulmana (taghr).
El 1112 els habitants locals es van enfrontar als ismaïlites imamites que eren nombrosos al districte; el 1114 un contingent d'ismaïlites reclutats a la ciutat i altres de la vora van atacar Shayzar però foren rebutjats pels governants locals, els Banu Múniqdh. El 1120 el croats després d'un atac es van replegar cap a Ma'arrat Masrin on foren atacats per Tughtegin i Ilghazi, senyors d'Alep. Balduí II de Jerusalem (1118 – 1131) va anar en socors dels croats i es va acordar una treva; diverses ciutats eren reconegudes als croats entre les quals les principals foren Kafartab, al-Bara i Ma'arrat Masrin, sent aquesta especialment important perquè permetia controlar els moviments de l'enemic. El feu franc d'al-Atharib es va estendre fins a la ciutat. El 1126 Ak Sunkur al-Bursuki, governador de Mossul, es va dirigir amb tropes cap a Sarmin i va trobar als francs acampats i esperant-lo a les cisternes de Ma'arrat Masrin (agost), però per manca de queviures els exèrcits es van retirar sense lluitar. Durant anys la regió de Djazr fou lloc de conflicte entre musulmans i croats. Zengi, que després de l'assassinat d'Ak Sunkur havia agafar el poder a Mossul, va aprofitar un conflicte al principat d'Antioquia, i va atacar Atharib i Ma'arrat Masrin, que va dominar per un temps però els va abandonar. El 1134 el general Sawar, un dels amirs de Zengi que governava Alep, va fer una expedició al Djazr i en especial a la ciutadella de Zardana, i va sorprendre els croats a Harim; va penetrar llavors pels territoris de Ma'arrat Masrin i Ma'arrat al-Numan on va obtenir molt de botí.
El 1175 els ismaïlites nizarites havien aconseguit el poder a Sarmin, Ma'arrat Masrin i Djabal al-Summak, i Saladí va fer una expedició a la regió massacrant als habitants deixant al seu oncle Shihab al-Din al-Harimi el govern del districte d'Hamat, amb nombroses fortaleses. Ma'arrat Masrin va canviar sovint de mans. L'estiu del 1222 al Malik al-Salih va aconseguir els territoris de Shughr i Bakas, del Rudj i de Ma'arrat Masrin, però després els va bescanviar (vers 1227) amb algunes places del nord-oest d'Alep com Aintab i Rawadan.
El 1240 la regió fou devastada per les bandes d'antics turcmans khwarizms i en endavant va perdre la importància que havia tingut derivada del paper de mercat de tres districtes (Rudj, Djzar i Djabal al-Summak), ja que es trobava entre el tres, en una ruta molt utilitzada a l'edat mitjana entre Alep i Armanaz. El seu paper va passar modernament a Idlib, i Ma'arrat Misrim va quedar com una població agrícola; abunden (ja a l'edat mitjana era així) les figueres, olivers i els pistatxers. Les muralles que protegien la ciutat ja han desaparegut; dins de les muralles hi havia cinc mesquites. Sota els otomans formà part del pashalik d'Alep com un llogaret que no es va engrandir fins a la segona meitat del segle xix. Sota la república síria fou una nahiya del districte de Djazr a la governació d'Alep fins als anys seixanta del segle XX quan es va segregar la governació d'Idlib i va quedar dins aquesta governació i també al districte d'Idlib.